# Douro (delregion)
Douroregionen (portugisiska Douro, Região do Douro) är en underregion till statistiska regionen Norra Portugal i Portugal.                                                                                                                                             Den omfattar delar av distrikten Bragança, Vila Real, Viseu, och Guarda.
Dess huvudort är Vila Real.
Underregionens yta uppgår till 4 032 km2 och befolkning till 189 777 invånare (2020).
Den omfattar delar av distrikten Bragança, Vila Real, Viseu och Guarda, och sammanfaller geografiskt med Comunidade Intermunicipal do Douro ("Douros kommunalförbund"; ”CIM Douro”).

## Kommuner
Douroregionen omfattar 19 kommuner (concelhos).

- Alijó
- Armamar
- Carrazeda de Ansiães
- Freixo de Espada à Cinta
- Lamego
- Mesão Frio
- Moimenta da Beira
- Murça
- Penedono
- Peso da Régua
- Sabrosa
- Santa Marta de Penaguião
- São João da Pesqueira
- Sernancelhe
- Tabuaço
- Tarouca
- Torre de Moncorvo
- Vila Nova de Foz Côa
- Vila Real

## Största orter
- Vila Real
- Peso da Régua
- Lamego